# Eugraphe macrina
Eugraphe macrina är en fjärilsart som beskrevs av Rudolf Püngeler. Eugraphe macrina ingår i släktet Eugraphe och familjen nattflyn. Inga underarter finns listade i Catalogue of Life.